# Mikhail Siamionau
Mikhail Siamionau est un lutteur biélorusse spécialiste de la lutte gréco-romaine né le 30 juillet 1984 à Minsk.

## Biographie
Lors des Jeux olympiques d'été de 2008, il remporte la médaille de bronze en combattant dans la catégorie des -66 kg.